# Walentyn Potocki
Walentyn Potocki, znany także jako Abraham ben Abraham (przypuszczalnie ur. ok. 1720, zm. 24 maja 1749 w Wilnie) – jedyny (ale niepotwierdzony w wiarygodnych dokumentach) polski arystokrata, który oficjalnie zmienił wyznanie z katolicyzmu na judaizm. W tradycji żydowskiej uznawany jest za męczennika za wiarę (zginął spalony żywcem na stosie). Brak potwierdzenia istnienia takiej osoby w dokumentach chrześcijańskich Żydzi tłumaczą działaniem cenzury, która usunęła wszystkie wzmianki. Historycy (np. Janusz Tazbir, Magda Teter) w większości uważali, że jest to postać fikcyjna.

## Życiorys

### Zmiana religii
Józef Ignacy Kraszewski podaje, że młody Walentyn Potocki i jego przyjaciel Zaremba przybyli, aby studiować do Paryża. Tam poznali starego Żyda, właściciela winiarni, który zainteresował ich nieznaną im zupełnie teologią judaizmu. Przypuszcza się, że tym Żydem był pochodzący z Polski Menahem Man ben Arieh Leb z Wizunia, który później był uwięziony, torturowany i zabity w Wilnie 3 lipca 1749 w wieku 70 lat. Młodzi Polacy postanowili nauczyć się języka hebrajskiego, co udało im się w ciągu 6 miesięcy. Z powodu fascynacji judaizmem postanowili wyjechać do Amsterdamu, który był jednym z nielicznych miejsc w Europie, gdzie chrześcijanin, nie obawiając się kary, mógł przyjąć judaizm. Jednak Potocki zdecydował, że najpierw pojedzie do Rzymu; tam przekonał się, że nie chce być dłużej katolikiem i wyjechał do Amsterdamu, gdzie oficjalnie przyjął judaizm, zmieniając nazwisko na Abraham ben Abraham, czyli Abraham syn proroka Abrahama (jako ojca wszystkich Żydów, ponieważ prawdziwy ojciec Potockiego był chrześcijaninem).

### Powrót do Polski i skazanie
Według relacji Kraszewskiego, Potocki (już jako Abraham) po krótkim pobycie w Niemczech (które mu się nie spodobały) postanowił wrócić do Polski, gdzie osiedlił się w gminie żydowskiej w Ilii (w województwie wileńskim). By uniknąć kary za apostazję, starał się ukrywać swoje pochodzenie, jednak dowiedziało się o tym wielu Żydów. Kiedyś ostro zwrócił uwagę pewnemu chłopcu, że przeszkadza innym w modlitwie. Ojciec tego chłopca w złości doniósł władzom, że poszukiwany ger cedek (czyli konwertyta) ukrywa się w mieście. Potocki (Abraham) został aresztowany i mimo błagań matki i przyjaciół stanowczo odmawiał powrotu do wiary katolickiej. Po długim uwięzieniu był oskarżony przez Inkwizycję o herezję i zgodnie z ówczesnym prawem został żywcem spalony na stosie w Wilnie. Jeden z miejscowych Żydów – Lejzor Żiskes (o mało „semickim” wyglądzie) z narażeniem życia zbliżył się do wypalonego stosu i zebrał część popiołów męczennika, które następnie pochowano na żydowskim cmentarzu. Już po śmierci hrabiego przybył goniec z listem od króla, który go ułaskawiał.
Przyjaciel Potockiego Zaremba wrócił wcześniej do Polski; tu ożenił się ze szlachcianką i miał syna. Pamiętał jednak o swoim postanowieniu, aby przyjąć judaizm i zabrał żonę i dziecko do Amsterdamu, gdzie poddał się obrzezaniu, jego żona również przyjęła judaizm i oboje wyjechali do Palestyny.

## Kontrowersje
Domniemany grób Potockiego (Abrahama) w Wilnie, na cmentarzu żydowskim w dzielnicy Śnipiszki był otaczany czcią aż do zniszczenia całego cmentarza przez nazistów w czasie II wojny. Literatura żydowska wielokrotnie wspomina o istnieniu polskiego arystokraty, spalonego na stosie w Wilnie dnia 7 siwana 5509 r. (według kalendarza żydowskiego), za to, że porzucił katolicyzm dla judaizmu.
Polscy i litewscy naukowcy uważają, że historię o hr. Potockim wymyślono, być może stworzył ją sam Kraszewski, a następnie spopularyzowały ją wśród Żydów rosyjskie tłumaczenia jego książek. Nie istnieje w zachowanych dokumentach żadna wzmianka ani o hebrajskiej książce, na którą Kraszewski się powołuje, ani o samym hr. Potockim w genealogii jego rodu. Trudno przypuszczać, że taki skandal, jak spalenie na stosie arystokraty z potężnego rodu magnackiego (oskarżonego o przejście na judaizm), nie został odnotowany w wielu dokumentach z epoki. Historyk Janusz Tazbir stwierdził: „Proces i śmierć Walentyna Potockiego powinny zostać uznane za legendę historyczną, pozbawioną jakichkolwiek podstaw w materiałach źródłowych”. Podobną opinię wyraził Jacek Moskwa.
Zwolennicy istnienia hr. Potockiego argumentują, że ten skandal był szokiem dla jego arystokratycznej rodziny i całego chrześcijańskiego społeczeństwa. Szczególnym szokiem mogła być stanowcza odmowa powrotu do katolicyzmu, nawet pod groźbą śmierci. Prawdopodobnie uznano, że ta historia jest wstydliwym faktem, który należy ukryć, bo nie wyniknie z niego nic dobrego. Podczas gdy wyższe warstwy społeczne usunęły wszelkie wzmianki o „apostacie”, plebs zachował fakt jego istnienia w ustnych przekazach.
Jest faktem, że judaizm wywierał w XV i XVI wieku duży wpływ na Polaków (np. na braci polskich), a przypadki przyjęcia judaizmu przez katolików nie były wcale rzadkie. Polska była jednym z najbardziej tolerancyjnych pod tym względem krajów europejskich, np. polski arystokrata Jerzy Morsztyn ożenił się z Żydówką Magdaleną i pozwolił wychować swoją córkę w religii matki. Jednak z reguły Żydzi wysyłali Polaków nawróconych na judaizm do Turcji, aby nie ponieśli konsekwencji, wielu wyjeżdżało do Amsterdamu; nie wiadomo, dlaczego nie zrobił tak hr. Potocki. Chociaż nawrócona (prawdopodobnie) na judaizm Katarzyna Weiglowa została spalona żywcem na stosie w Krakowie na polecenie biskupa Piotra Gamrata w XVI w., to karanie apostatów śmiercią na niewielką skalę zaczęło się w Polsce w zasadzie dopiero w XVIII wieku. Dla przykładu w 1716 roku w Dubnie została spalona na stosie Maryna Syrowajec z Witebska, która po śmierci męża postanowiła przejść na judaizm, a niezamężna Maryna Wojciechowna z Mielca za przyjęcie judaizmu mimo późniejszej swojej decyzji o powrocie do chrześcijaństwa została ścięta, a jej ciało spalono.
Ostatnią osobą w Europie spaloną na stosie z powodu konwersji na judaizm był prawdopodobnie kapitan rosyjskiej floty Aleksandr Woznicyn, który 15 lipca 1738 roku został uśmiercony na głównym placu w Petersburgu w Imperium Rosyjskim.
Historia Walentyna Potockiego do dziś nie jest ostatecznie wyjaśniona.